# Burchardieae
Burchardieae es una tribu de plantas con flores perteneciente a la familia Colchicaceae.
Comprende un solo género australiano, Burchardia, caracterizado por sus rizomas cortos con envolturas papiráceas, hojas envolventes y el fruto en cápsula septicida. Según Vinnersten y Manning (2007) este género podría ser parafilético por lo que parte de sus especies deberían ser dispuestas en un género (e incluso en una tribu) diferente.